# Minshuku
Au Japon, un minshuku (民宿) est l'équivalent d'une chambre d'hôtes en France ou d'un Bed and Breakfast au Royaume-Uni.
Le prix est généralement calculé par personne, il faut le plus souvent compter au moins 6 500 à 9 000 yens par personne et par nuit,.
Contrairement au ryokan, le minshuku est un établissement familial où le logement des hôteliers est situé dans le même bâtiment que les chambres (la gestion de la réservation, l'accueil et les services sont généralement du ressort de la maîtresse de maison). La chambre du minshuku est le plus souvent aménagée à la japonaise avec des tatamis et des futons, mais aussi, plus rarement, à l'occidentale avec des lits.

## Restauration
À la différence de leurs homologues occidentaux, les minshuku incluent en général le dîner et le petit déjeuner, ces repas étant généralement traditionnels. Dans certains cas, il est possible de ne pas avoir les repas, à condition de prévenir l'hôte auparavant.
Dans certains endroits retirés où le minshuku est isolé, ou bien dans certains villages de minshuku, il peut être difficile voire impossible de trouver à se restaurer hors du minshuku. Le repas est souvent composé de produits locaux et de poissons fraîchement pêchés.